# Bahnstrecke Röblingen am See–Vitzenburg
| Streckennummer (DB): | 6803                                                          |                                                  |                                                  |
| Kursbuchstrecke (DB): | 587 (2002), 661 (1968), 201d (1956), 181k (1944), 153g (1934) |                                                  |                                                  |
| Streckenlänge: | 31 km                                                         |                                                  |                                                  |
| Spurweite: | 1435 mm (Normalspur)                                          |                                                  |                                                  |
| Streckengeschwindigkeit: | 30 km/h                                                       |                                                  |                                                  |
| |                                                               |                                                  |                                                  |
| \| \| \| von Eisleben \| \| \| \| 0,000 \| Röblingen am See \| Röblingen am See \| \| \| \| nach und von Halle \| \| \| \| 0,385 \| Infrastrukturgrenze DB Netz / Fels Netz \| Infrastrukturgrenze DB Netz / Fels Netz \| \| \| 2,40 \| Stedten \| Stedten \| \| \| 4,056 \| Schraplau \| Schraplau \| \| \| \| Anschluss Kalkwerk \| \| \| \| 4,075 \| Infrastrukturgrenze Fels Netz / DB Netz \| Infrastrukturgrenze Fels Netz / DB Netz \| \| \| 7,48 \| Esperstedt (b Querfurt) \| Esperstedt (b Querfurt) \| \| \| 9,76 \| Esperstedt Süd früher Kuckenburg \| Esperstedt Süd früher Kuckenburg \| \| \| 11,83 \| Obhausen \| Obhausen \| \| \| 13,085 \| nach und von Merseburg \| nach und von Merseburg \| \| \| 15,098 \| Querfurt \| Querfurt \| \| \| 16,49 \| Querfurt West \| Querfurt West \| \| \| 17,40 \| Anschluss Flugplatz Allstedt \| Anschluss Flugplatz Allstedt \| \| \| 19,86 \| Lodersleben \| Lodersleben \| \| \| 21,38 \| Leimbacher Gasthof \| Leimbacher Gasthof \| \| \| 22,99 \| Schmon früher Niederschmon \| Schmon früher Niederschmon \| \| \| 26,73 \| Grockstädt früher Spielberg (b Vitzenburg) \| Grockstädt früher Spielberg (b Vitzenburg) \| \| \| 28,750 \| Infrastrukturgrenze DB Netz / Saale-Unstrut-Bahn \| Infrastrukturgrenze DB Netz / Saale-Unstrut-Bahn \| \| \| \| von Naumburg (Saale) Hbf \| \| \| \| 31,016 \| Vitzenburg \| Vitzenburg \| \| \| \| nach Artern \| \| |                                                               |                                                  |                                                  |
| Strecke |                                                               | von Eisleben                                     | von Eisleben                                     |
| Bahnhof | 0,000                                                         | Röblingen am See                                 | Röblingen am See                                 |
| Abzweig geradeaus, nach links und ehemals von links |                                                               | nach und von Halle                               | nach und von Halle                               |
| Kilometer-Wechsel | 0,385                                                         | Infrastrukturgrenze DB Netz / Fels Netz          | Infrastrukturgrenze DB Netz / Fels Netz          |
| ehemaliger Haltepunkt / Haltestelle | 2,40                                                          | Stedten                                          | Stedten                                          |
| Dienststation / Betriebs- oder Güterbahnhof | 4,056                                                         | Schraplau                                        | Schraplau                                        |
| Abzweig ehemals geradeaus und nach rechts |                                                               | Anschluss Kalkwerk                               | Anschluss Kalkwerk                               |
| Kilometer-Wechsel (Strecke außer Betrieb) | 4,075                                                         | Infrastrukturgrenze Fels Netz / DB Netz          | Infrastrukturgrenze Fels Netz / DB Netz          |
| Bahnhof (Strecke außer Betrieb) | 7,48                                                          | Esperstedt (b Querfurt)                          | Esperstedt (b Querfurt)                          |
| Bahnhof (Strecke außer Betrieb) | 9,76                                                          | Esperstedt Süd früher Kuckenburg                 | Esperstedt Süd früher Kuckenburg                 |
| Bahnhof (Strecke außer Betrieb) | 11,83                                                         | Obhausen                                         | Obhausen                                         |
| Abzweig ehemals geradeaus, ehemals nach links und von links | 13,085                                                        | nach und von Merseburg                           | nach und von Merseburg                           |
| Kopfbahnhof Strecke ab hier außer Betrieb | 15,098                                                        | Querfurt                                         | Querfurt                                         |
| Bahnhof (Strecke außer Betrieb) | 16,49                                                         | Querfurt West                                    | Querfurt West                                    |
| Abzweig geradeaus und nach rechts (Strecke außer Betrieb) | 17,40                                                         | Anschluss Flugplatz Allstedt                     | Anschluss Flugplatz Allstedt                     |
| Bahnhof (Strecke außer Betrieb) | 19,86                                                         | Lodersleben                                      | Lodersleben                                      |
| Haltepunkt / Haltestelle (Strecke außer Betrieb) | 21,38                                                         | Leimbacher Gasthof                               | Leimbacher Gasthof                               |
| Bahnhof (Strecke außer Betrieb) | 22,99                                                         | Schmon früher Niederschmon                       | Schmon früher Niederschmon                       |
| Bahnhof (Strecke außer Betrieb) | 26,73                                                         | Grockstädt früher Spielberg (b Vitzenburg)       | Grockstädt früher Spielberg (b Vitzenburg)       |
| Kilometer-Wechsel | 28,750                                                        | Infrastrukturgrenze DB Netz / Saale-Unstrut-Bahn | Infrastrukturgrenze DB Netz / Saale-Unstrut-Bahn |
| Abzweig geradeaus und von links |                                                               | von Naumburg (Saale) Hbf                         | von Naumburg (Saale) Hbf                         |
| Dienststation / Betriebs- oder Güterbahnhof | 31,016                                                        | Vitzenburg                                       | Vitzenburg                                       |
| Strecke |                                                               | nach Artern                                      | nach Artern                                      |

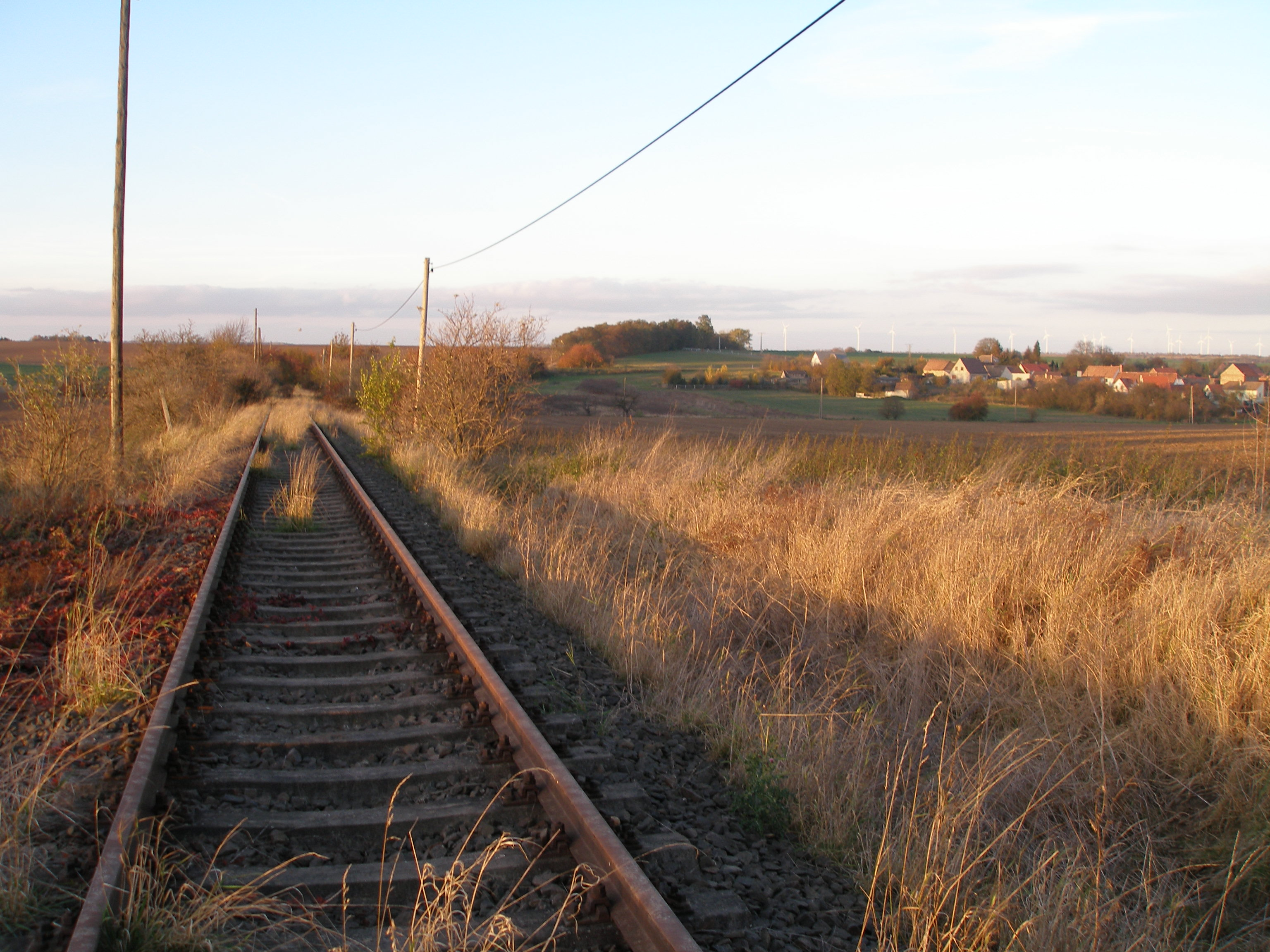
Strecke nördlich des Haltepunktes Leimbacher Gasthof im Jahre 2007

Die Bahnstrecke Röblingen am See–Vitzenburg war eine 31 Kilometer lange eingleisige Nebenbahn in Sachsen-Anhalt. Sie verband die Bahnstrecke Halle–Hann. Münden mit der Unstrutbahn.

## Eröffnung und Streckenverlauf
Eröffnet wurde die Bahnstrecke zwischen Röblingen und Querfurt für den Güterverkehr bereits am 1. Oktober 1884 und für den Personenverkehr am 10. Oktober 1884. Die Verlängerung nach Vitzenburg erfolgte am 1. Juli 1904. Die Strecke folgt zwischen Stedten und Querfurt weitgehend dem Lauf der Weida, der eine verschlungene Streckenführung zur Folge hatte. Anlass für den Streckenbau waren die an der Strecke gelegenen Werke: Kohlegruben in Stedten, Kalkwerke in Schraplau und Esperstedt, Zuckerfabriken in Querfurt, Schafstädt und Vitzenburg.

## Betrieb
Der Personenverkehr auf der Strecke war meistens gering; häufig bestanden deutliche Unterschiede im Zugangebot zwischen dem Nordabschnitt Röblingen am See–Querfurt und dem Südabschnitt Querfurt–Vitzenburg. 

1944 verkehrten sechs Zugpaare zwischen Röblingen am See und Querfurt und drei zwischen Querfurt und Vitzenburg. Zur DR-Zeit wurde der Südabschnitt zeitweise erheblich dichter bedient: Der Sommerfahrplan 1956 enthielt, je nach Richtung und Wochentag, sieben bis acht Zugpaare zwischen Querfurt und Vitzenburg mit Durchläufen von und nach Nebra und Roßleben. Im Sommer 1969 verkehrten auf diesem Abschnitt werktags sechs (davon zwei bis/ab Nebra), sonntags vier Zugpaare. 

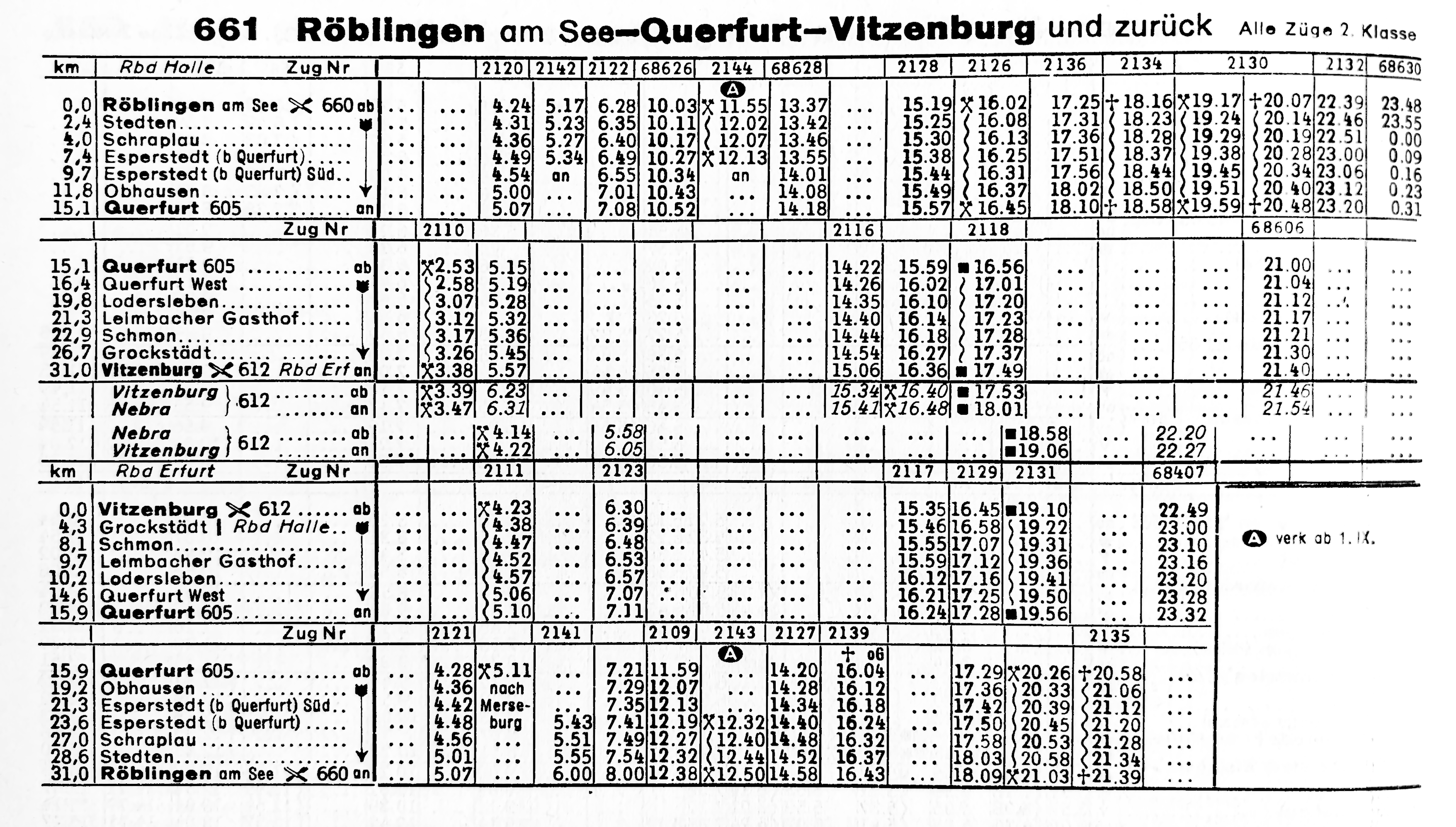
Sommerfahrplan 1969 Röblingen am See–Vitzenburg

 In den 1970er Jahren entfiel der Haltepunkt Leimbacher Gasthof. 1983/84 war der Verkehr Querfurt–Vitzenburg auf dreieinhalb Zugpaare geschrumpft, enthielt aber Durchläufe Nebra–Querfurt–Buna-Werke und Vitzenburg–Eisleben. Einige Züge verkehrten noch 1984 als Gmp. 
1990 verkehrten auf dem Nordabschnitt zehn Zugpaare, dazu zwei Paare Röblingen–Esperstedt, auf dem Südabschnitt wiederum nur drei Zugpaare. Später erlebte die Strecke noch Zweistunden-Taktverkehr mit Umsteigen in Querfurt, wobei im Südabschnitt die Züge nur werktags fuhren: sieben Zugpaare Querfurt–Vitzenburg am Tag hatte es seit Jahrzehnten nicht gegeben. Jedoch wurde am 31. Dezember 1998 der Personenverkehr zwischen Querfurt und Vitzenburg eingestellt. Auf dem Abschnitt Röblingen am See–Querfurt verkehrten zuletzt noch fünf Zugpaare, den Verkehr führte seit dem 1. Januar 1999 die Burgenlandbahn durch, eine gemeinsame Tochtergesellschaft von Karsdorfer Eisenbahngesellschaft und Deutscher Bahn. Am 13. Dezember 2003 wurde auch dieser Verkehr eingestellt.

## Stilllegung
Der Abschnitt von Röblingen am See nach Schraplau wird heute noch durch die Fels Netz betrieben, um das Kalkwerk der Fels-Werke in Schraplau zu bedienen. Der Abschnitt von Schraplau nach Querfurt ist seit 2003 stillgelegt. Die Strecke Querfurt–Vitzenburg wurde 2003 an die Karsdorfer Eisenbahngesellschaft durch die Deutsche Bahn verpachtet, die die Strecke seit 1999 bis 2004 zur Überführung ihrer Triebwagen zwischen ihrer Bahnwerkstatt in Karsdorf und Querfurt genutzt hat. 2004 ging die Karsdorfer Eisenbahngesellschaft insolvent. Die Strecke Querfurt-Vitzenburg wurde bis 2013 durch den Insolvenzverwalter verwaltet. Nach der neuerlichen Ausschreibung durch den Insolvenzverwalter, die ohne Ergebnis blieb, wurde die Strecke 2013 endgültig stillgelegt. 

Die Bahnstrecke Röblingen am See–Vitzenburg ist nicht von Eisenbahnbetriebszwecken entwidmet. Deshalb wurde die baufällige Brücke der Landesstraße 172 über die Strecke am Haltepunkt Leimbacher Gasthof ab 2019 durch einen Neubau ersetzt, anstatt die Bahnstrecke zu unterbrechen. 

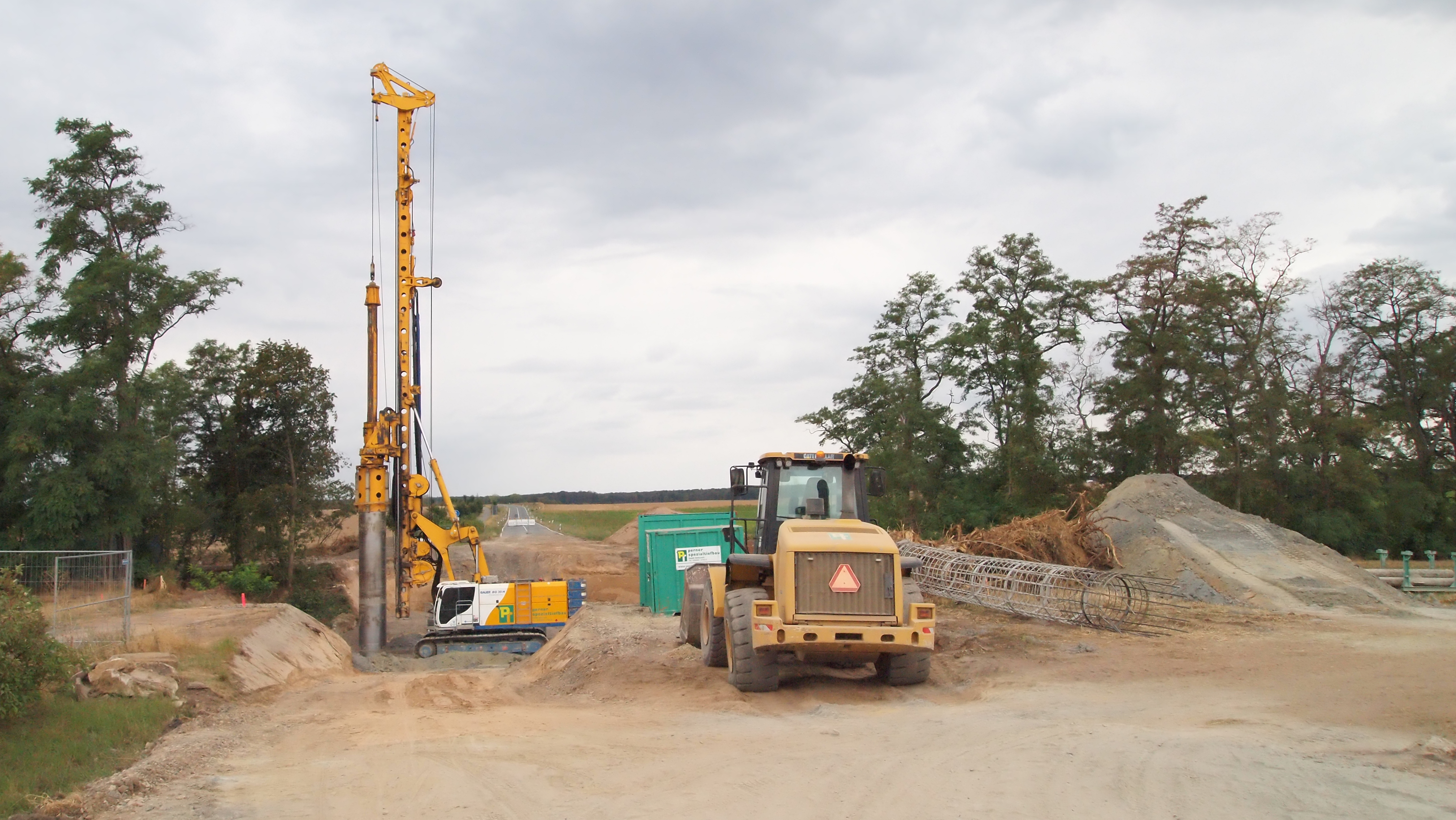
Neubau der Brücke am Leimbacher Gasthof, September 2019

## Sonstiges
Hinter Querfurt West bestand nach dem Bau des von der Sowjetarmee genutzten Flugplatzes Allstedt im Jahr 1952 ein Anschlussgleis dorthin, welches 1994 stillgelegt und 2006 abgebaut wurde.
Am 1. November 1955 entgleisten zwischen Lodersleben und Querfurt zwei Wagen eines Personenzuges, 19 Reisende wurden leicht verletzt.
Seit dem Jahr 2014 gibt es Bemühungen der Stadt Querfurt und der Nahverkehrsservice Sachsen-Anhalt (Nasa) die Strecke zwischen Querfurt und Querfurt West für den Personenverkehr wieder zu reaktivieren. Angedacht ist es die Personenzüge aus Merseburg nach Querfurt bis nach Querfurt West durchfahren zu lassen, da sich die Station Querfurt West näher am Stadtzentrum und näher an der historischen Burg Querfurt befindet.

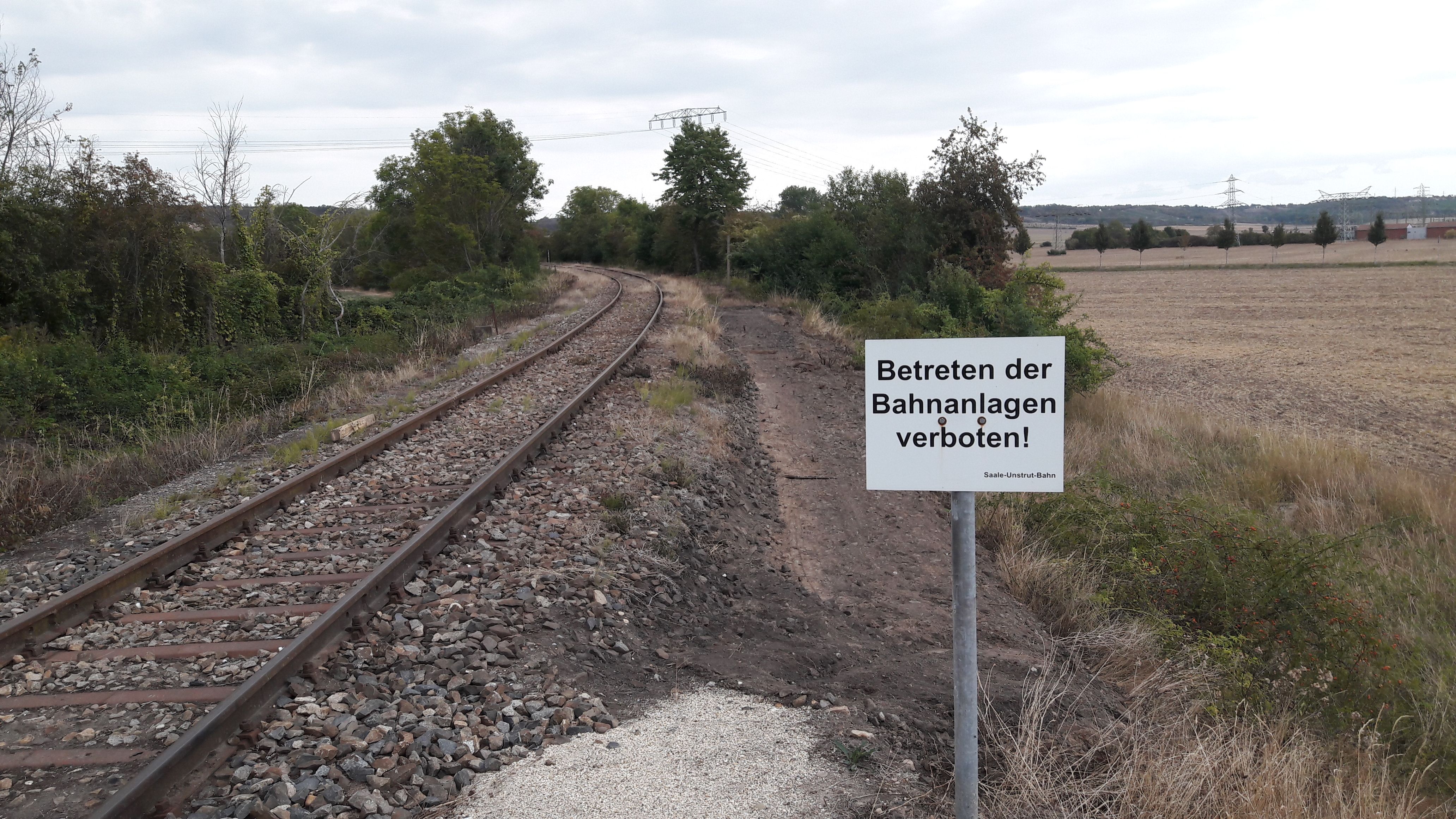
Ausfahrgleis von Vitzenburg in Richtung Querfurt (Infrastruktur der Saale-Unstrut-Bahn), 2019

Seit dem Jahr 2015 hat die in Naumburg ansässige Saale-Unstrut-Bahn einzelne Teile der Strecke Röblingen am See–Vitzenburg von der Deutschen Bahn langfristig gepachtet. Dazu zählen mehrere Nebengleise und Nebenanlagen (wie Lokschuppen und Ladestraße) in Querfurt und Nebengleise und Nebenanlagen (wie Ladestellen und Stellwerk) in Vitzenburg sowie das Streckengleis von km 28,750 bis km 31,016. Die Saale-Unstrut-Bahn betreibt auf diesen Gleisen Öffentliche Serviceeinrichtungen und bietet diese Gleise zur Abstellung von Waggons und als Be- und Entladestellen an.